# Парица
Парица — река в России, протекает по Гатчинскому району Ленинградской области. Длина реки составляет 13 км.

## Описание и история
Исток находится в болоте, севернее деревни Парицы. Устье находится в 64 км от устья Ижоры по правому берегу, восточнее посёлка Мыза-Ивановка. У деревни Корпиково в Парицу впадает река Чёрная, а недалеко у устья , у поселка Мыза-Ивановка, в Парицу вливается ещё один приток - река Колпанка.
Исторически,  место устья Парицы, являвшееся местом слияния вод рек Пудость и Парица до середины XX века считалось началом реки Ижора. Пудость — бывшее историческое название верхней части нынешней реки Ижоры ( от её истока  до места впадения в неё реки Парицы) в Гатчинском районе Ленинградской области.
До начала 1980-х годов функционировал вырытый в 1760-х годах Парицкий канал, который перебрасывал воду истока Парицы сразу напрямую в гидросистему Гатчинских парков через Приоратский парк и изначально использовался для доставки зимой по льду известняка из Парицкой каменной ломки и других окрестных каменных ломок на строительство Гатчинского дворца.
В XIX веке был вырыт Зверинецкий канал, для переброски вод устья Парицы в Белое озеро Дворцового парка, ныне функционирующий как искусственное русло реки Колпанки, которая ранее сама впадала в Белое озеро.
Истоки реки запроектированы как ботанический и гидрологический памятник природы «Истоки реки Парица», которым планируется придать статус особо охраняемой природной территории регионального значения.

## Населённые пункты
- Деревня Парицы
- Деревня Корпиково
- Деревня Котельниково
- Деревня Большое Рейзино
- Деревня Малое Рейзино
- Деревня Сокколово
- Посёлок Пудость

## Данные водного реестра
По данным государственного водного реестра России относится к Балтийскому бассейновому округу, водохозяйственный участок реки — Нева, речной подбассейн реки — Нева.
Код объекта в государственном водном реестре — 01040300312102000008906.

## Галерея

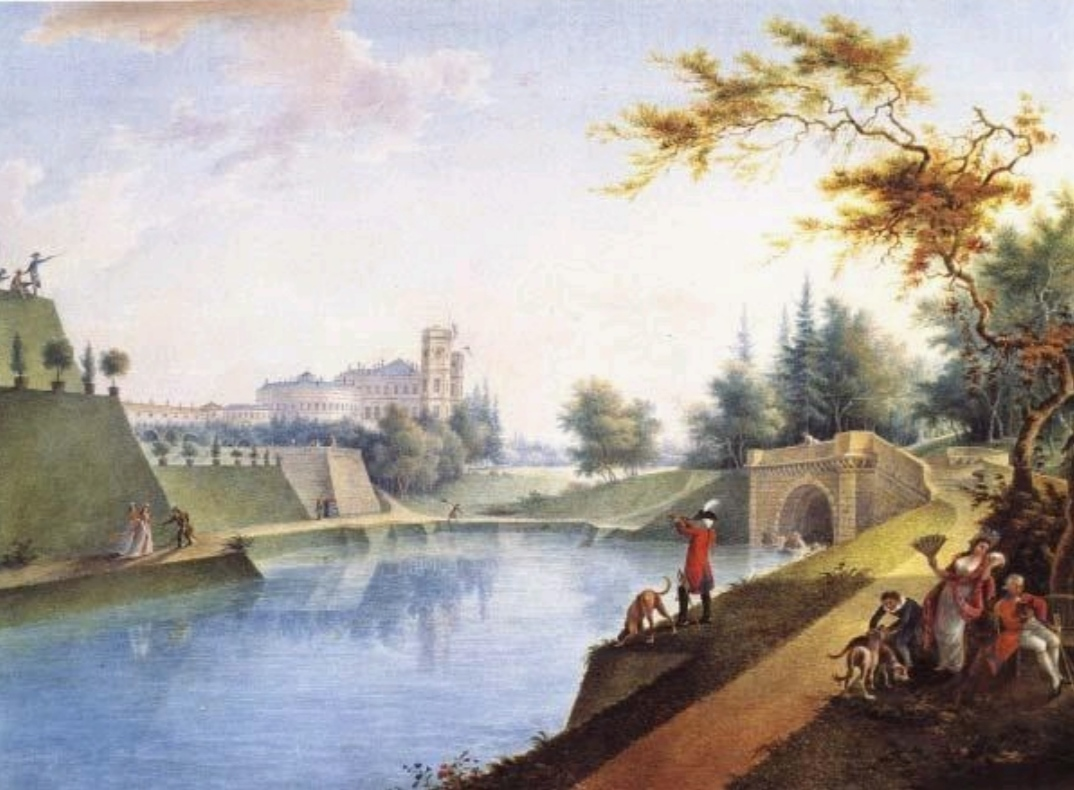
Гавриил Сергеев. Карпин пруд в Гатчинском парке, который наполнялся водой и из реки Парицы.
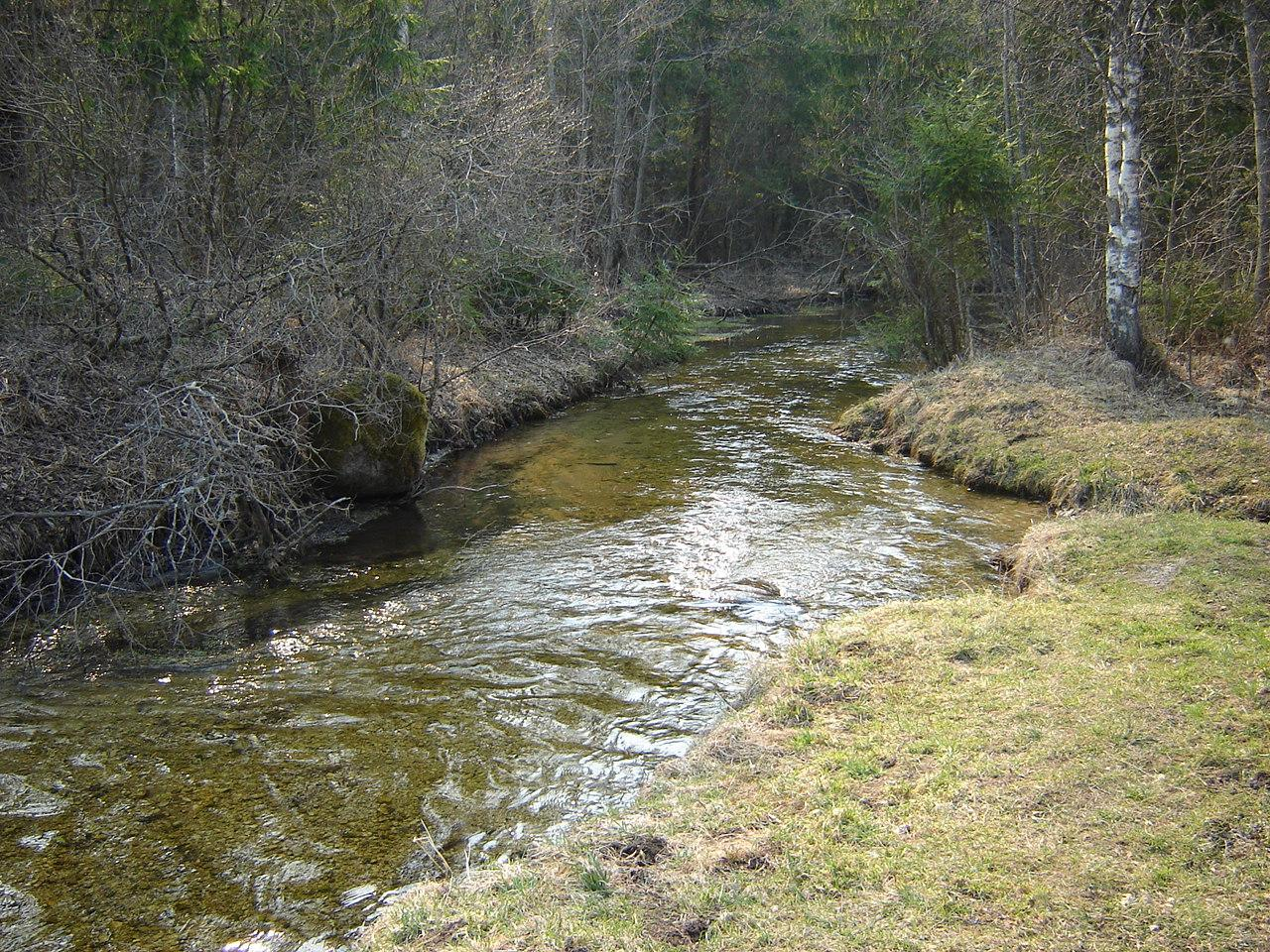
Река Парица вблизи истоков
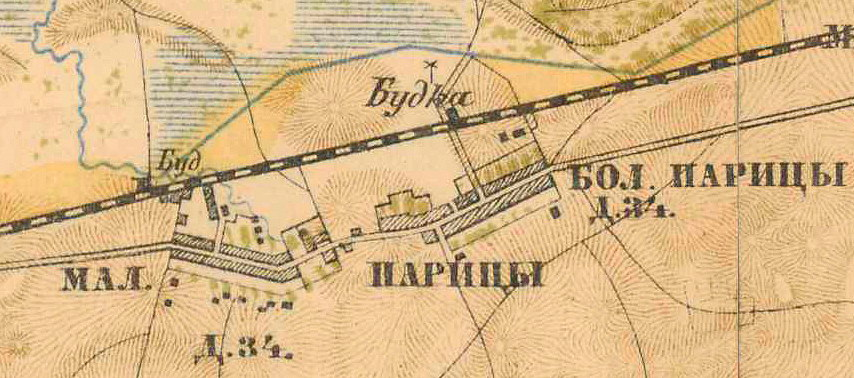
План деревни Парицы , истока реки Парицы и Парицкого канала. 1885 год